# Seventh Storm
Seventh Storm é uma banda de metal gótico/metal progressivo de Lisboa, Portugal, criada em 2021 pelo baterista Mike Gaspar, ex-Moonspell, mentor do projeto que se fez acompanhar de outros quatro músicos.
Após a sua criação, e em particular com o lançamento do seu primeiro (e único) álbum de estúdio "Maledictus", a banda começou a ter bastante notoriedade nacional e internacional, tendo, aliás, o trabalho entrado directamente para o segundo lugar do top português de vendas discográficas. Desse disco sairam dois singles: "Saudade" (foi sample da revista alemã da especialidade Metal Hammer, em 2022) e "Haunted Sea".
Em dezembro de 2023, um dos pontos altos da curta carreira da banda, como banda suporte dos britânicos Paradise Lost, atuando na primeira parte do concerto na Sala Tejo da Altice Arena, em Lisboa.
Depois do sucesso, surpreendentemente, a banda anunciou, em abril de 2024, uma mudança drástica da sua formação com a saída de quatro membros: Rez (voz), Ben Stockwell (guitarra), Josh Riot (guitarra), Butch Cid (baixo), que, depois, acabaram por criar o projeto Maledictus.